# 威爾頓·桑帕約
威尔顿·佩雷拉·桑帕约（Wilton Pereira Sampaio ，1981年12月28日—）是一名巴西足球裁判。威爾頓·桑帕約15岁時就开始担任非正式足球比賽的裁判。2000年，威爾頓·桑帕約獲得正式的裁判資質。  他也是2012年巴西足球甲级联赛最佳裁判之一。 2013年，國際足聯將他列入國際裁判名單，這意味著他以後可以擔任國際比賽的裁判。2021年國際足協阿拉伯盃和2022年國際足協世界盃期間，他也是某些比賽的裁判。 